# Rhoizema furciferum
Rhoizema furciferum är en nattsländeart som beskrevs av Barnard 1934. Rhoizema furciferum ingår i släktet Rhoizema och familjen krumrörsnattsländor. Inga underarter finns listade i Catalogue of Life.